# 日本のメディア (ウェブサイト)
日本のメディア（にほんのメディア）とは、宣伝会議が運営している、メディア広告の促進を目的としたサイト。
メディアの運営者自身の登録によって情報が提供される。
対象となるメディアはさまざまで、新聞・雑誌・放送局などの典型的なメディアのほか、インターネットや交通機関、商業施設、屋外広告、チラシなどがある。